# Jutahy Júnior
Jutahy Magalhães Júnior (Salvador, 14 de octubre de 1955) es un político brasileño, afiliado al Partido de la Social Democracia Brasileña (PSDB).

## Biografía
Hijo del político Jutahy Magalhães y nieto del gobernador Juracy Magalhães, pertenece a una familia con vocación política. Es abogado, formado por la Universidad Federal de Bahía (UFBA) y está casado con la periodista Jacqueline. Jutahy Júnior tiene dos hijos, Jutahy Neto y Lavínia.

## Trayectoria
Jutahy Júnior fue diputado provincial y desde 1988 es diputado federal. En 1994, fue candidato al gobierno de Bahía, con apoyo de Lula y de la alcaldesa Lídice de la Mata, pero su candidatura quedó en tercer lugar.
Jutahy ya fue diputado provincial, diputado federal Constituyente, secretario provincial de Justicia y Derechos Humanos y ministro de la Acción Social del Gobierno Itamar Franco.
Jutahy fue cuatro veces líder nacional del PSDB, siendo el portavoz adjunto de la bancada en los tres años en que José Sierra asumió el liderazgo en la Cámara. 